# Adónios Mérlos
Adónios Mérlos (in greco Αντώνιος Μέρλος?; Corinto, 4 aprile 1999) è un altista greco.
Ha iniziato l'atletica nel 2013 dopo aver giocato a calcio.
Il 14 luglio 2018, superando come Roberto Vílches la misura di 2,23 m al primo tentativo, è diventato con lui il campione del mondo junior a Tampere.
3 volte campione nazionale assoluto.
Medaglia di bronzo al XIII Festival olimpico estivo della gioventù europea.

## Palmarès
| Anno | Manifestazione    | Sede     | Evento        | Risultato | Prestazione | Note |
| ---- | ----------------- | -------- | ------------- | --------- | ----------- | ---- |
| 2016 | Europei allievi   | Tbilisi  | Salto in alto | Argento   | 2,16 m      |      |
| 2017 | Europei under 20  | Grosseto | Salto in alto | 10º       | 2,14 m      |      |
| 2018 | Mondiali under 20 | Tampere  | Salto in alto | Oro       | 2,23 m      |      |
| 2019 | Europei under 23  | Gävle    | Salto in alto | 9º        | 2,11 m      |      |
| 2022 | Europei           | Monaco   | Salto in alto | 14º (q)   | 2,17 m      |      |
| 2023 | Europei indoor    | Istanbul | Salto in alto | 13º (q)   | 2,14 m      |      |
| 2024 | Europei           | Roma     | Salto in alto | 14º (q)   | 2,17 m      |      |